# Раваница (река)
Раваница извире у Шареном кладенцу, североисточно од Сењског рудника. У Велику Мораву се улива код Ћуприје на 113 m надморске висине. Дугачка је 25 km, а њен слив има површину од 167 kmᒾ. 
У горњем току долина Раванице је прилично плитка и има широко дно, да би потом река ушла у клисуру дубоку од 260 m . У њој је подигнут манастир Раваница, задужбина кнеза Лазара, која потиче из XIV века. У манастиру се налазе мошти кнеза Лазара, пренете после његове погибије у бици на Косову. Након тога манастир је постао место ходочашћа. 
Низводно од манастира, Раваница улази код Сења у Горњовеликоморавску котлину, а од села Добричева у долину Велике Мораве. У њој образује мноштво меандара око којих су местимично замочварене ливаде. У Велику Мораву просечно уноси 1,2 m³ воде у секунди. За Раваницу је карактеристична велика променљивост у режиму отицања воде у кратком временском периоду. Највећа притока Раванице је Зубрава, која јој дотиче са десне стране.